# Finlanda de Vest
Provincia Finlanda de Vest (finlandeză Länsi-Suomen lääni, suedeză Västra Finlands län) este o provincie a Finlandei. Are graniță cu provinciile Oulu, Finlanda de Est și Finlanda de Sud. Se învecinează și cu Golful Botnia spre Åland.
În 1997, Finlanda a fost reorganizată politico-administrativ. Provinciile Turku ja Pori, Vaasa, Finlanda Centrală și partea de nord a provinciei Häme au format atunci noua provincie a Finlandei de Vest.
Capitala provinciei este Turku. Finlanda de Vest este împărțită în 7 regiuni:
- Ostrobotnia de Sud (Etelä-Pohjanmaa/ Södra Österbotten)
- Ostrobotnia (Pohjanmaa/ Österbotten)
- Pirkanmaa (Pirkanmaa/ Birkaland)
- Satakunta (Satakunta/ Satakunda)
- Ostrobotnia Centrală (Keski-Pohjanmaa/ Mellersta Österbotten)
- Finlanda Centrală (Keski-Suomi/ Mellersta Finland)
- Finlanda Proprie (Varsinais-Suomi/ Egentliga Finland)